# Vinte e Nove Irmãos
Vinte e Nove Irmãos é um filme português realizado em 1965 por Augusto Fraga, com argumento de Manuel Frederico Presseler, protagonizado por Carmen Mendes, Maria Bastos, Maria Cristina, José de Castro e Joaquim Rosa.
Este filme foi baseado num caso verídico ocorrido em Santa Maria de Cárquere, Resende, em 1963.

## Sinopse
Passados dois anos a combater em Angola, na Guerra do Ultramar, Ilídio regressa à aldeia onde Maria, que considerava sua noiva, se mostra indiferente; Maria está convencida de que tem vocação religiosa. Um gesto abnegado de Ilídio, que com outros rapazes apoia a família de Maria - cujo pai ficou às portas da morte, depois de salvar a filha de afogamento - decide ceifar-lhe o trigo quase às escondidas. Tal gesto comove a jovem, fazendo-a sentir a grandeza da alma de Ilídio. Finalmente, um sentimento cada vez mais forte atrai Maria para Idílio, caindo ambos nos braços um do outro...

## Elenco
- Carmen Mendes - Maria
- Maria Bastos - Libânia
- Maria Cristina - Maria da Glória
- José de Castro - Idílio
- Dário de Barros - Silvino
- Fernanda de Sousa - Felismina
- Ruy Furtado - António
- Cunha Marques - Sousa
- Leónia Mendes - informação não disponível
- João Mota - Manuel
- Joaquim Rosa - Padre Luís
- José Machado Rangel - Sr. Ferreira, Farmacêutico

## Curiosidades
- Este filme foi um dos únicos filmes portugueses realizados no Estado Novo a abordar a Guerra do Ultramar, do ponto de vista neutro.
- Baseado num caso verdadeiro que aconteceu em Santa Maria do Cárquere, em Rezende, no ano de 1963, a rodagem do filme decorreu no ano de 1964, entre os meses de Julho e Dezembro.
- Este filme foi exibido pela primeira vez na RTP em 1973. A sua exibição e consequente estreia absoluta em televisão decorreu no Domingo, dia 10 de Junho de 1973, dia de Portugal, de Camões e da Raça, segundo dizia o Estado Novo, às 14 e 25 da tarde, cuja exibição decorreu até às 16 e 45.
- Recentemente, a NOS, proprietária da Lusomundo, editou em 2014 um DVD do respectivo filme, incluído na colecção "Clássicos Portugueses". Actualmente, tem sido exibido com alguma regularidade na RTP Memória.